# 페르시아라임
페르시아라임(영어: Persian lime 퍼전 라임[*])은 운향과의 과일 나무(상록 활엽 소교목)이다. 귤속의 잡종 재배식물로, 키라임(C. × aurantiifolia)과 레몬(C. × limon) 간의 교잡을 통해 만들어진다. 키라임은 시트론과 미크란타의 교잡종이고, 레몬은 쓴귤과 시트론의 교잡종이며, 쓴귤은 다시 포멜로와 감귤나무의 교잡종이기 때문에, 페르시아라임도 시트론, 미크란타, 포멜로, 감귤나무 DNA를 보유한다. 식물학적 종이 아니지만 Citrus × latifolia (Yu.Tanaka) Tanaka 등 학명으로 불리기도 한다. 열매는 라임의 일종이며, 덜 익은 풋열매를 수확해 과일로 먹는다. 수확하지 않고 두면 노랗게 익는다. 대량생산·판매되는 라임은 대부분 페르시아라임 품종이다.

## 사진

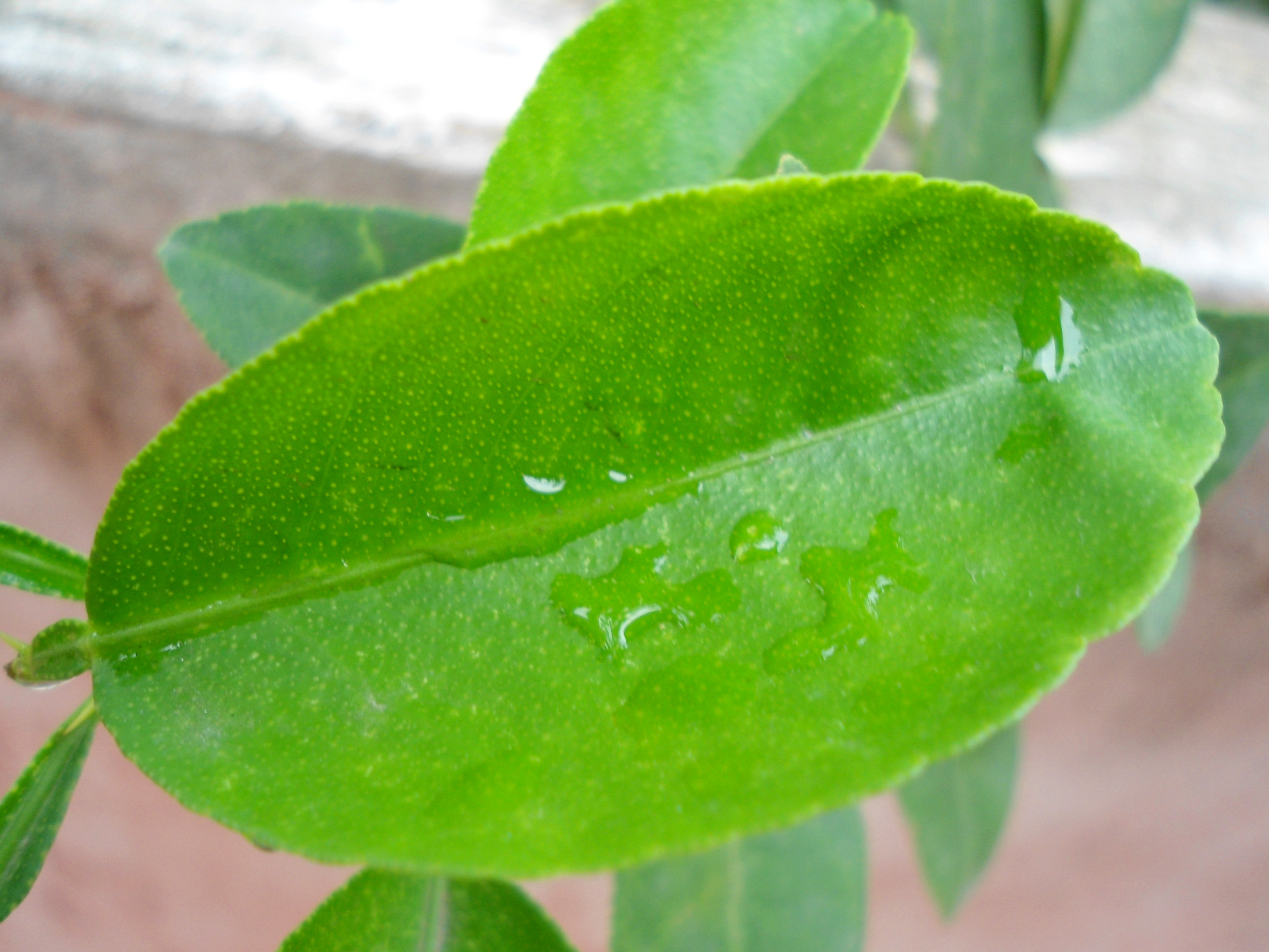
잎
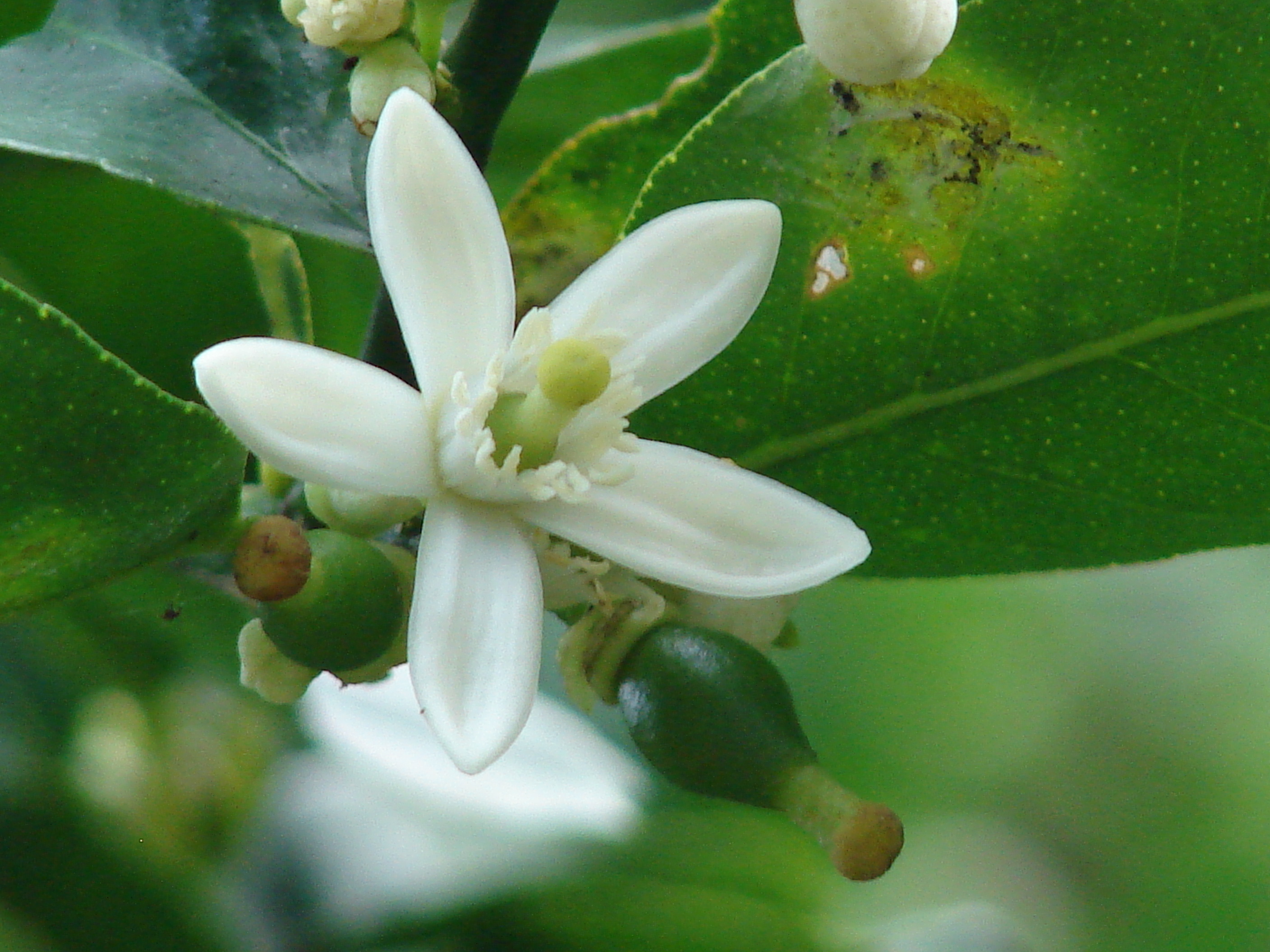
꽃
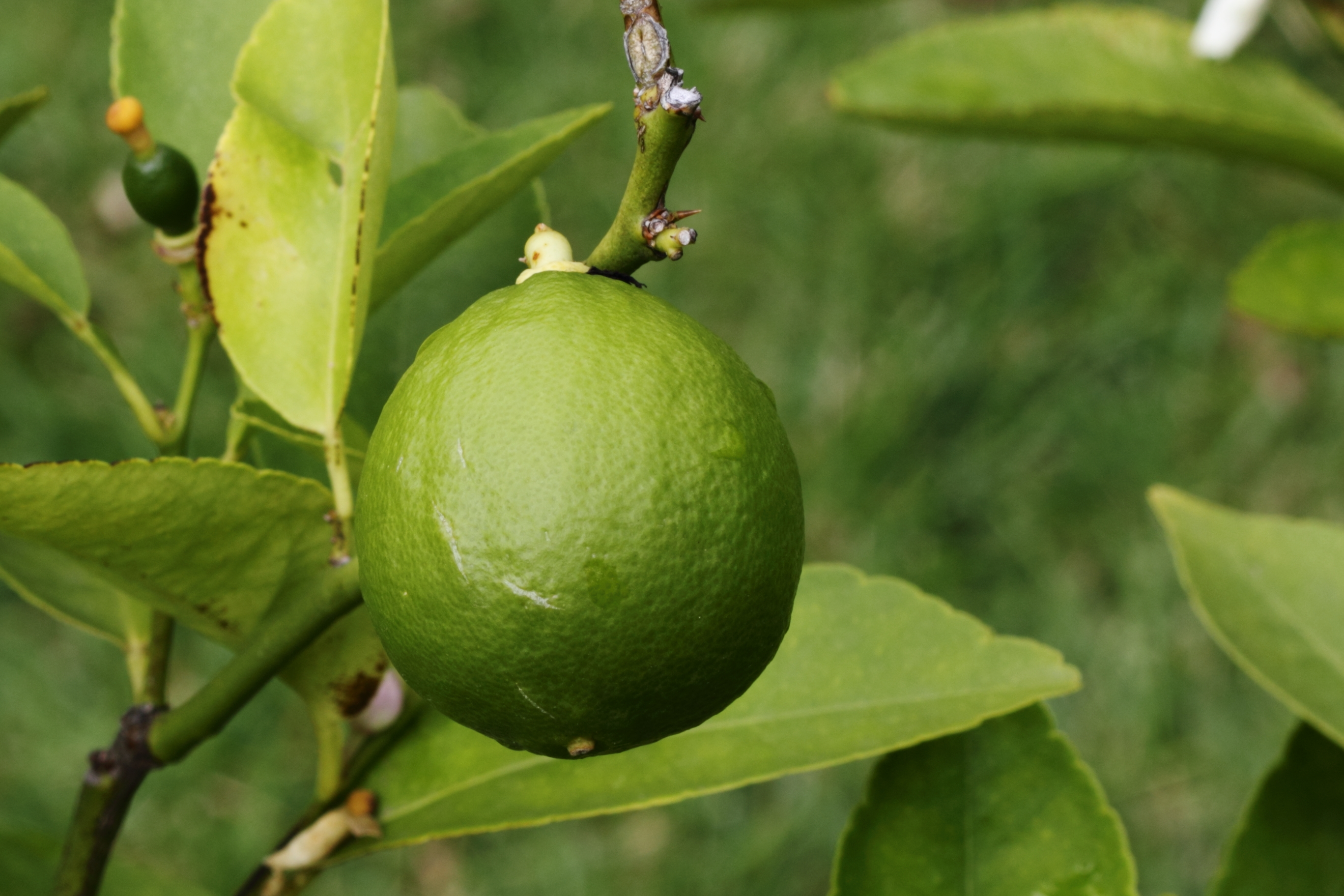
풋열매
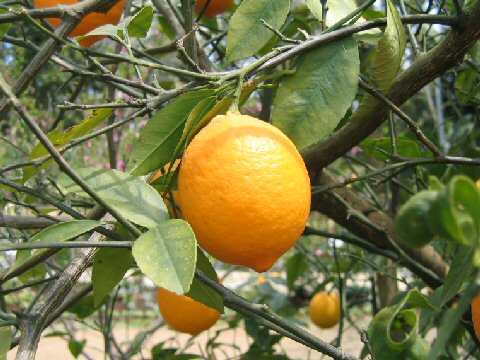
익은 열매
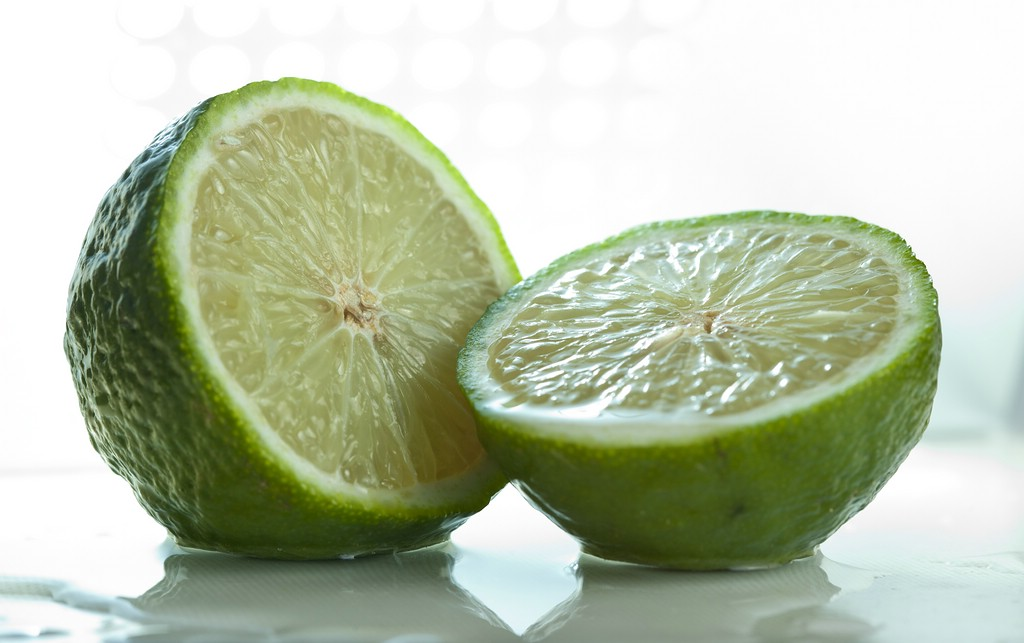
페르시아라임 단면